# Hymenocera picta
Crevette arlequin
Genre
Espèce
Synonymes
- Hymenocera elegans Heller, 1861[1]
- Hymenocera elegans Heller, 1862[2] [1]
- Hymenocera latreillii Sharp, 1893[2] [1]

Hymenocera picta, couramment appelée Crevette arlequin en référence à ses couleurs vives, est une espèce de crustacés décapodes des eaux chaudes du Pacifique et de l'océan Indien, de la famille des Hymenoceridae, dont il est le seul représentant connu. Toutefois, il est parfois classé chez les Gnathophyllidae. C'est également le seul représentant du genre Hymenocera.

## Description

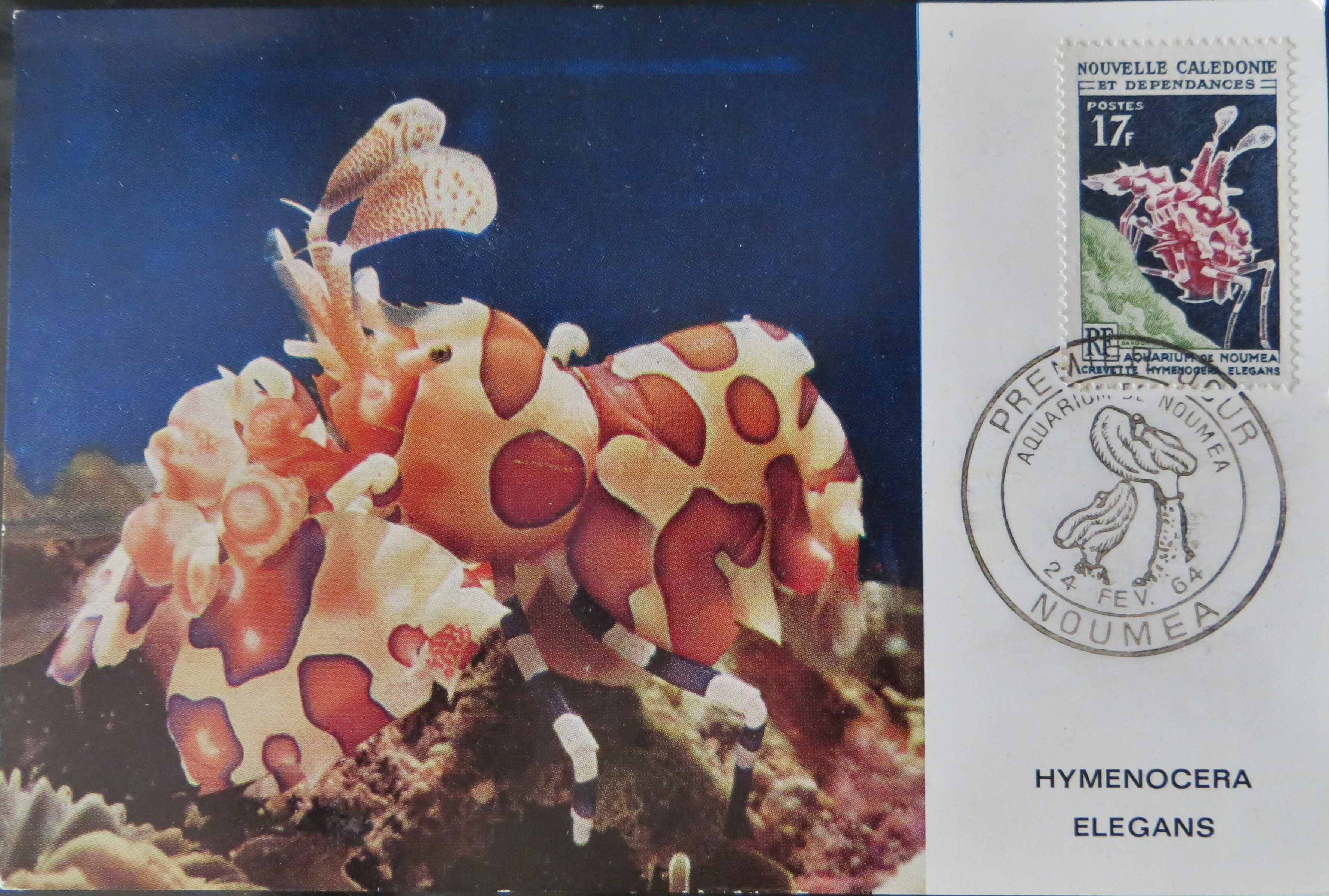
Une enveloppe timbrée à l'effigie de la crevette arlequin, de Nouvelle-Calédonie.

C'est une petite crevette (3-6 cm), aisément reconnaissable à ses énormes pinces aplaties latéralement, un céphalothorax trapu, et une queue caractéristique en forme de trapèze. On la reconnaît surtout à sa somptueuse livrée blanc perle agrémentée de pois bleu clair (parfois marron clair, violacés ou même rouges) liserés de bleu profond. Ses pattes sont rayées, de même couleur. La queue porte deux taches du même. Cette espèce vit généralement en couples, et la femelle est souvent plus grande que le mâle. Les chélipèdes et les yeux ont une forme aplatie et mince. Sur la tête, les crevettes ont des antennules sensorielles pétaliformes qui servent de capteurs d'odeur pour détecter leur proie.

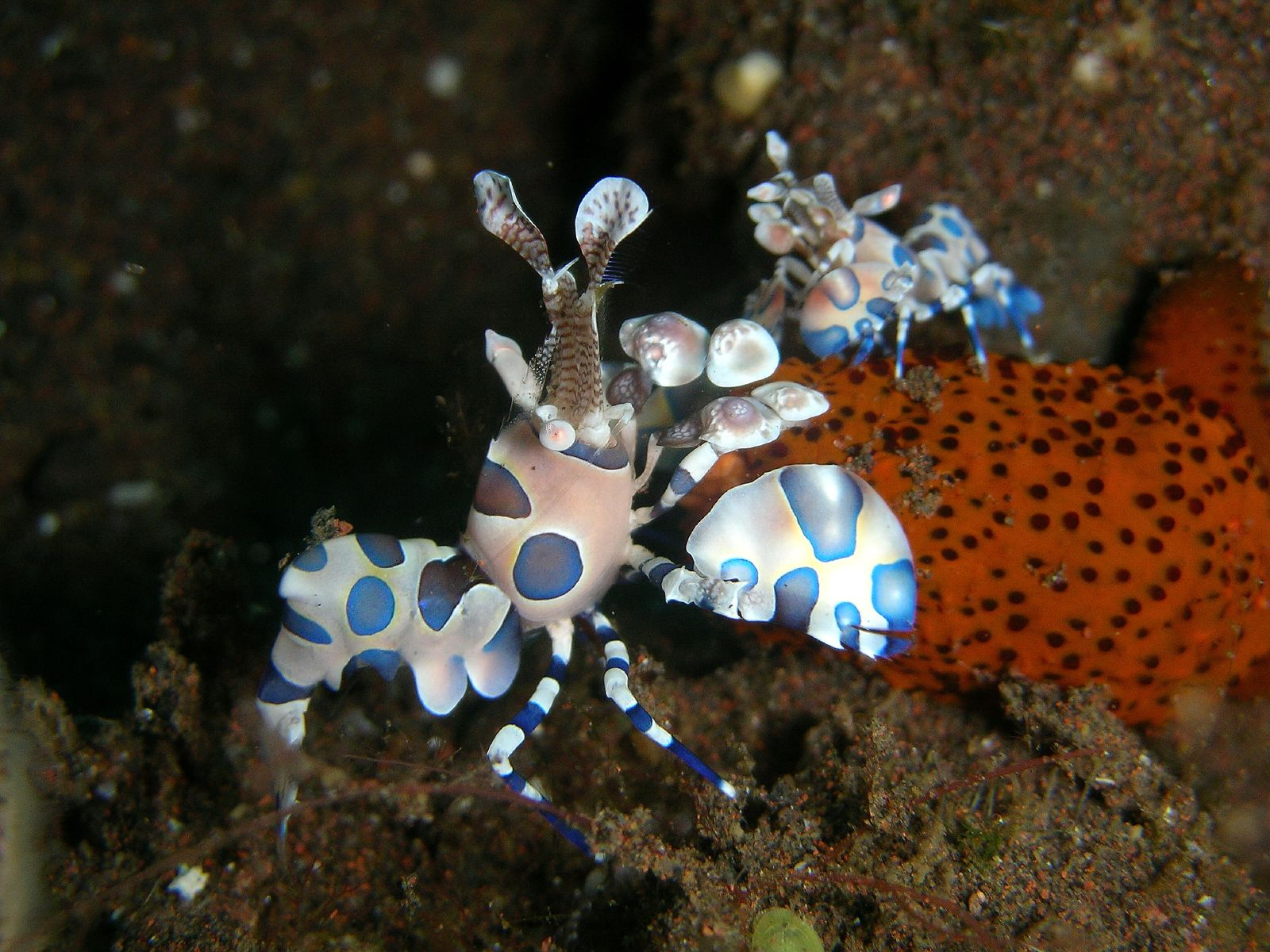
Couple d’Hymenocera picta chassant une astérie.
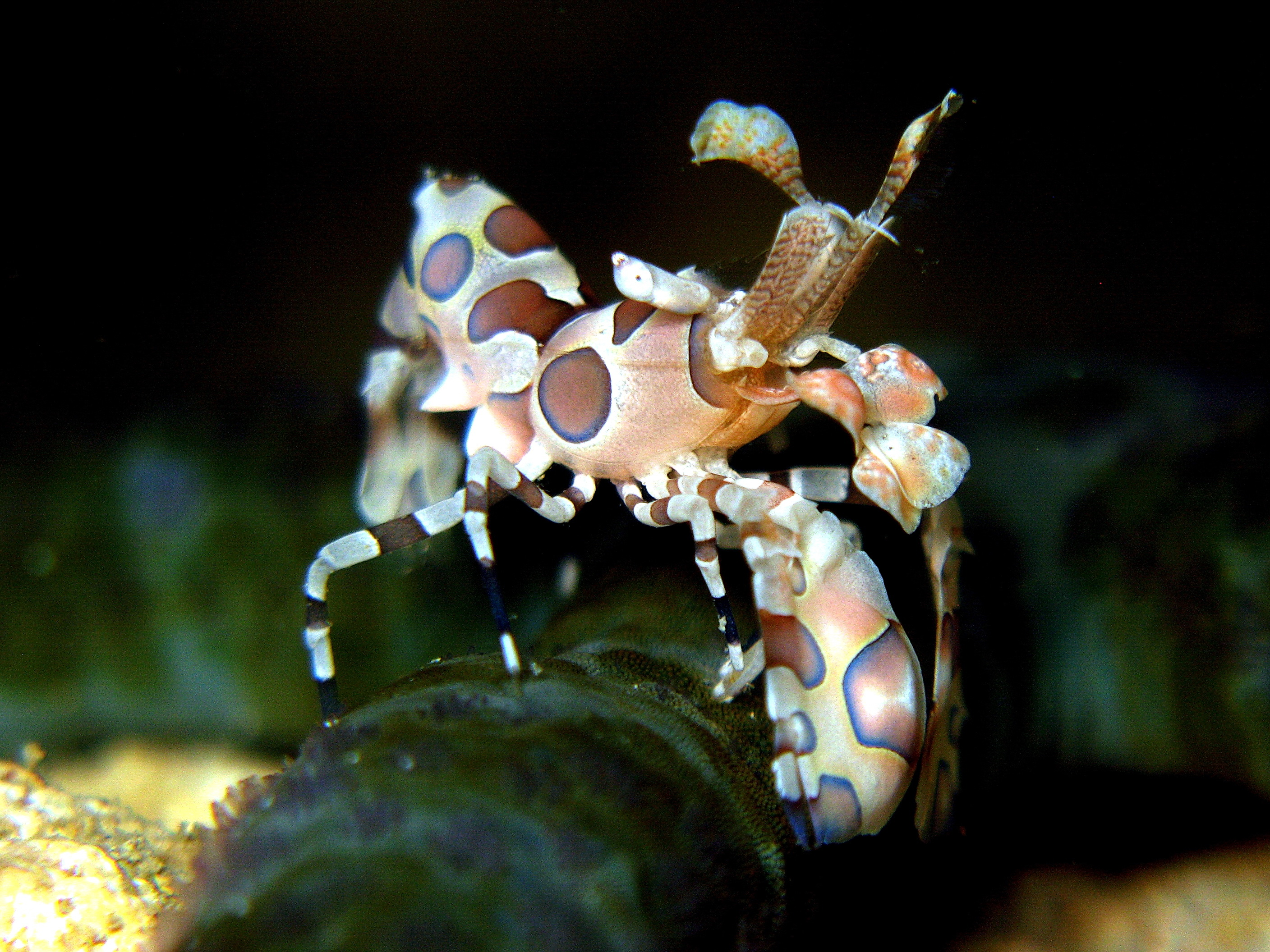
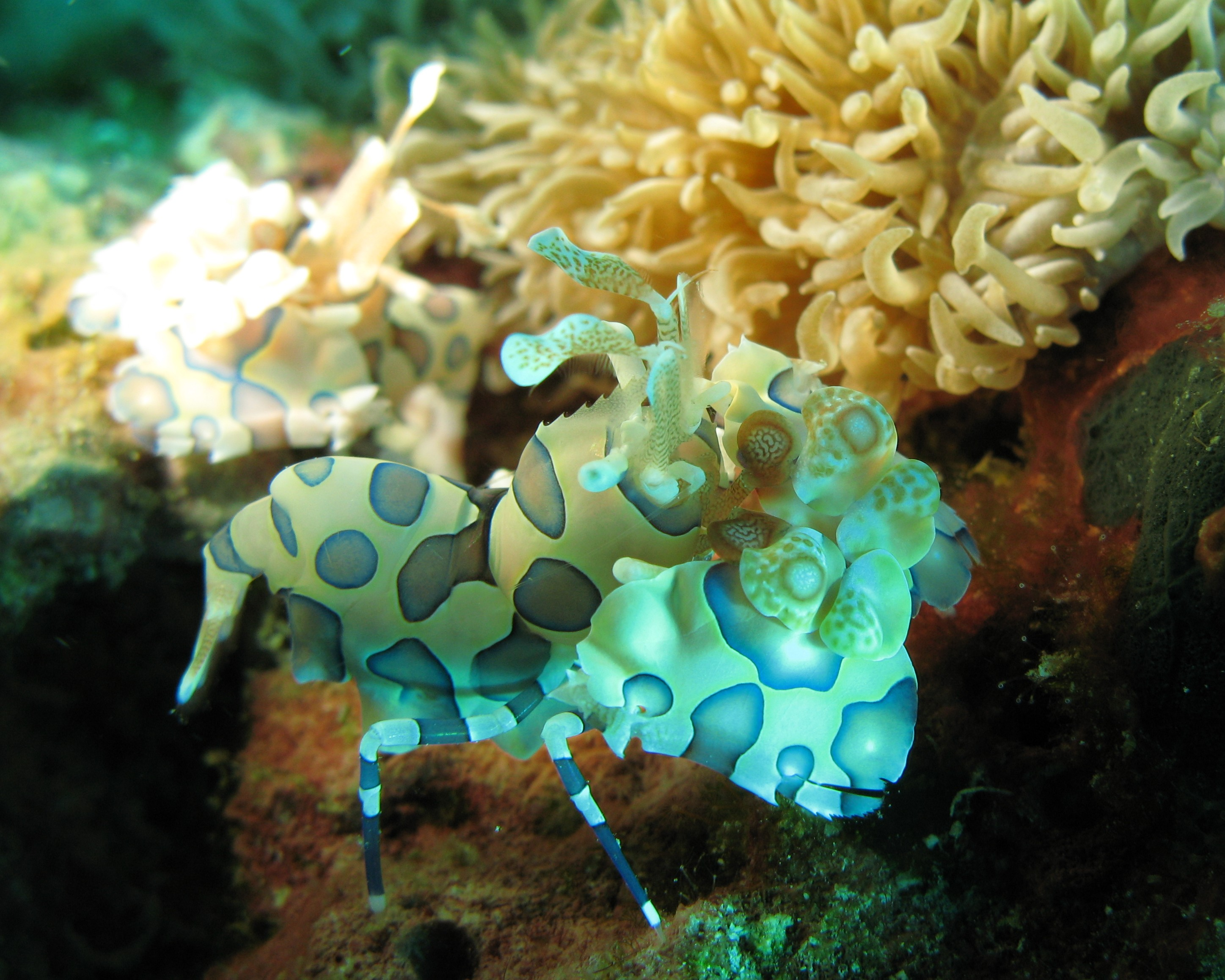
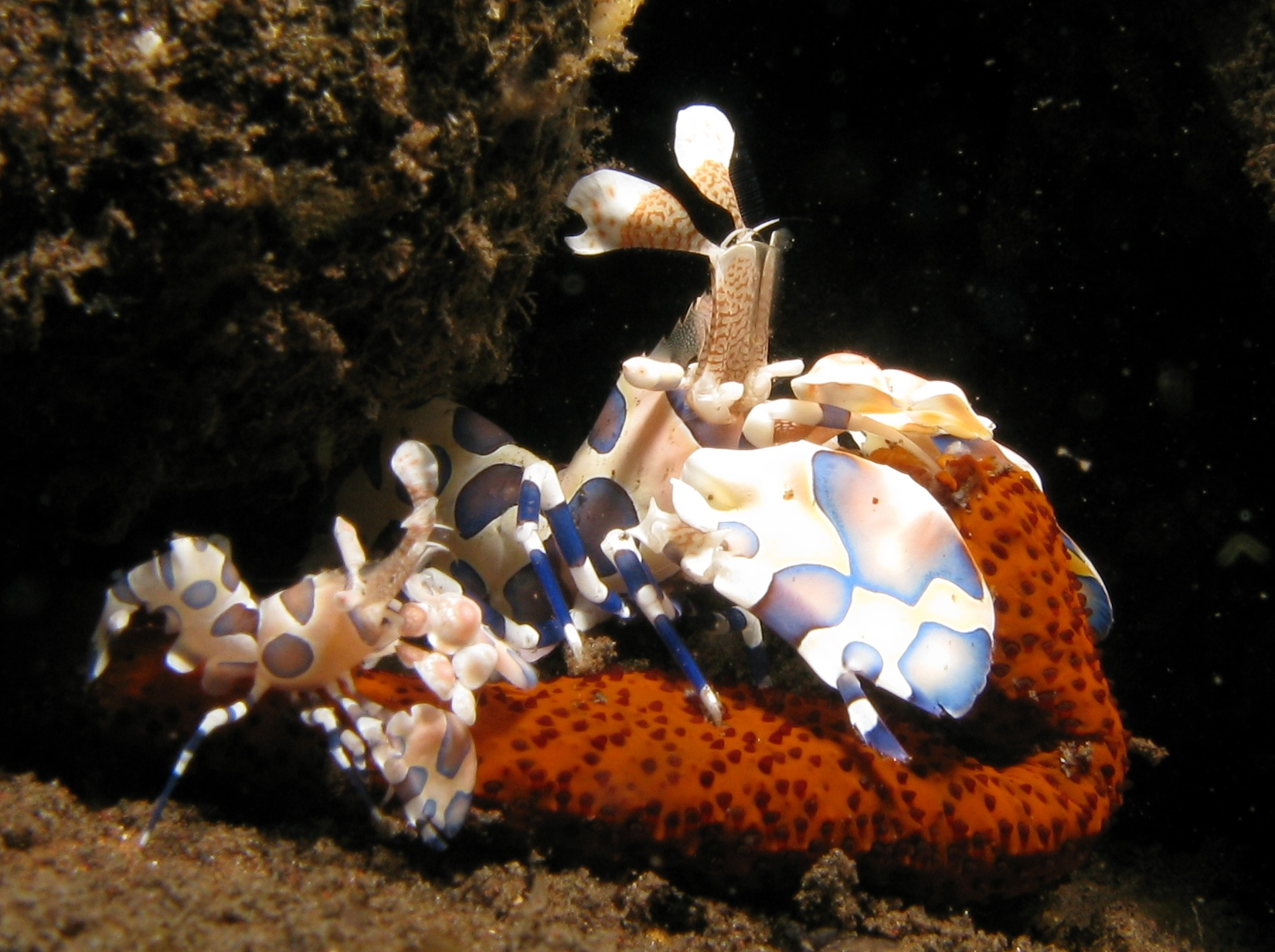

## Habitat et répartition
Cette crevette se retrouve occasionnellement dans tous les récifs de corail de l'Indo-Pacifique tropical, des côtes est-africaines à la Polynésie, entre la surface et 30 m de profondeur.

## Écologie et comportement
Bien que leur petite taille et leur lenteur les fassent passer pour inoffensives, les crevettes arlequin sont de redoutables prédateurs des eaux chaudes de l'Indo-Pacifique qui se nourrissent essentiellement d'étoiles de mer (notamment de petites étoiles des genres Fromia ou Linckia), que les crevettes paralysent au moyen d'un venin injecté par des aiguillons spécialisés. Cette espèce vit la plupart du temps en couple mâle/femelle, et plus rarement en solitaire. On les observe souvent chassant ou consommant une étoile de mer ou dans leurs abris collectifs, se nourrissant de leur proie. Elles sont capables de retourner leurs proies sur le dos avec leurs grandes pinces. Ainsi, elles commencent par déguster les bras de l'étoile de mer avant de dévorer leur centre afin de la garder en vie le plus longtemps possible.
Cette espèce récifale forme donc une sorte de symbiose avec le corail, qui leur offre un abri en échange de leur protection contre les parasites et prédateurs, notamment l'étoile de mer dévoreuse de corail Acanthaster planci.
Ces crevettes opèrent parfois en synergie avec un ver polychète, Pherecardia striata : le ver s'infiltre dans les blessures faites par la crevette, et dévore ensuite l'étoile de l'intérieur.

## Variétés
Il semble exister deux variétés de cette espèce : celle à points rouges et celle à points bleus. Certains pensent que les individus à pois bleus seraient inféodés aux fonds vaseux, mais d'autres pensent qu'ils le seraient à tout l'océan Indien, parfois aussi au Pacifique ouest. Quant aux individus à pois rouges, ils ne vivraient que sur les récifs coralliens, ou seraient inféodés au Pacifique central et Est, ou à tout le Pacifique. Certains scientifiques séparent ces variétés en deux espèces distinctes : H. picta pour la rouge et H. elegans pour la bleue. Néanmoins des récentes recherches montrent qu'il s'agit bien d'une seule et même espèce : les deux formes ont en effet été retrouvées au sein d'un même lieu, remettant donc en doute un endémisme supposé à grande échelle.

## Aquariophilie
Cette espèce est parfois utilisée en aquariophilie marine mais son entretien reste relativement délicat, en raison de son alimentation spécialisée.